# 吴一龙
吴一龙，广东汕头人。1982年毕业于中山医学院，1988年-1989年在德国西柏林进修肺外科。先后工作于中山大学肿瘤医院和中山大学第三附属医院。2002年12月年开始工作于广东省人民医院。为中国抗癌协会肺癌专业委员会的前任主任委员，中国临床肿瘤学会（CSCO）主任委员（2013-2015），中国临床肿瘤学会首任理事长（2015-2017），国际肺癌研究会（IASLC）董事局成员（Board of Director）分期委员会委员，大中华地区总代表。吴阶平基金会肿瘤医学部主任委员。他参与创建领导的中国胸部肿瘤协作组（Chinese Thoracic Oncology Group, CTONG），由中国31家临床试验资质良好的高水平医院组成。由CTONG发起的临床试验研究结果，已经陆续在美国临床肿瘤学会年会(ASCO)和欧洲肿瘤年会(ESMO)等国际肿瘤大会上报告。是中国卫生部2011年制定肺癌诊疗规范的专家组组长。
吴一龙已在国内外同行评议杂志上发表学术论文300余篇，被SCI、EI、Medline收录的学术论文80余篇，其中包括在《Journal of Clinical Oncology》、《Lancet Oncology》、《New England Journal of Medicine》等杂志上发表文章。作为主编、副主编、编委出版了16本著作，包括《肺癌多学科综合治疗的理论与实践》、《中国肺癌临床指南》、《现代肺癌病理与临床》、《认识肺癌》、《细支气管肺泡癌》、《肺癌生物靶向治疗》等。1997年开始，已培养博士后4名，博士研究生35名，硕士研究生24名。2015年获国际肺癌研究学会杰出科学奖（Paul A.Bunn, Jr.Scientific Award），2017年获药明康德生命化学研究杰出成就奖，2017年获国家科技进步二等奖。
其主要研究方向为非小细胞肺癌多学科综合治疗的基础与临床，具体研究方向有肺癌的治疗、转化医学和临床试验。